# Dajabón (município)

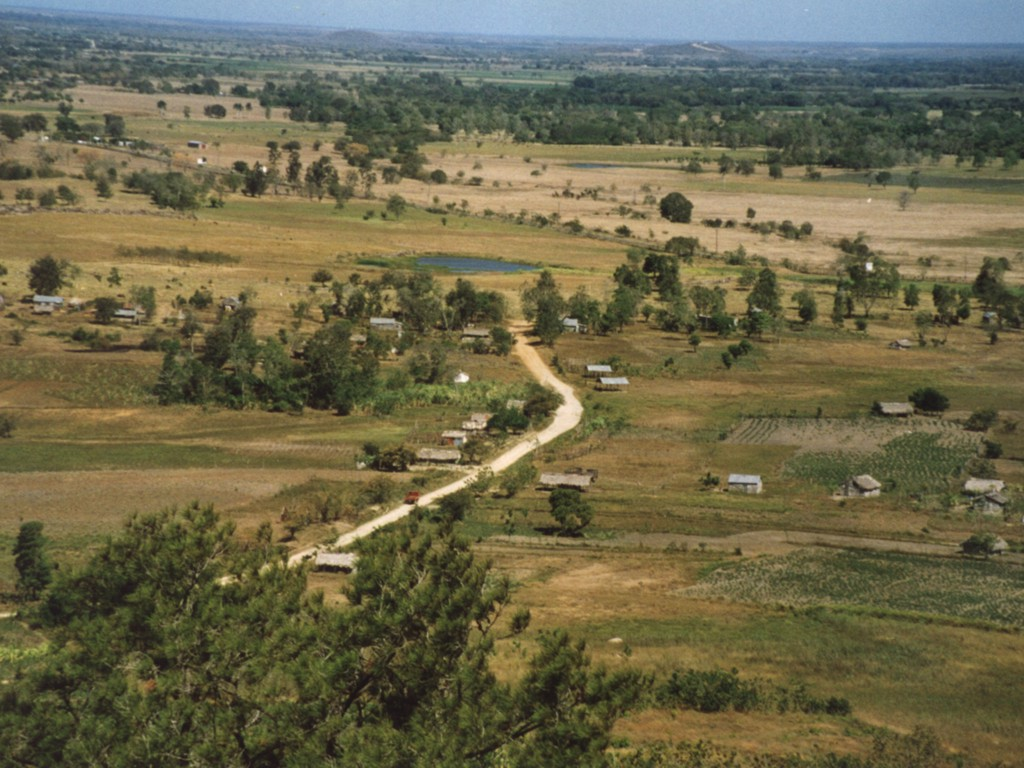
Paisagem de Dajabón, República Dominicana

Dajabón é um município da República Dominicana, capital da província de Dajabón. É uma cidade fronteiriça, nas margens do Rio Dajabón, que serve como uma fronteira do país com o Haiti. Possui uma área de 253,41 km² e sua população, de acordo com dados de 2002, era de 25 685 habitantes.

## História
Foi fundada em 1776 por Toussaint Louverture.

## Geografia
Encontra-se em frente à cidade haitiana de Ouanaminthe, separada desta pelo Rio Dajabón.